# بیلی گیلبرت (بازیکن فوتبال)
بیلی گیلبرت (انگلیسی: Billy Gilbert؛ زادهٔ ۱۰ نوامبر ۱۹۵۹) بازیکن فوتبال اهل بریتانیا است.
از باشگاه‌هایی که در آن بازی کرده‌است می‌توان به باشگاه فوتبال کریستال پالاس، باشگاه فوتبال پورتسموث، باشگاه فوتبال کولچستر یونایتد، باشگاه فوتبال وایتلیف، باشگاه فوتبال هاوانت و واترلوویل، و باشگاه فوتبال مایدستون یونایتد اشاره کرد.
وی همچنین در تیم ملی فوتبال زیر ۲۱ سال انگلستان بازی کرده‌است.